# Кнежево
Кнежево (прије Скендер-Вакуф) је градско насеље и сједиште истоимене општине у Републици Српској, Босна и Херцеговина. Налази се на обронцима планине Влашић. Прије распада Југославије општина и град носили су име Скендер Вакуф. Народна скупштина Републике Српске је 14. септембра 1992. године донела одлуку о промени имена насеља и општине у Кнежево (Сл. Гласник РС 17/92). Према прелиминарним подацима пописа становништва 2013. године, у насељеном мјесту Кнежево укупно је пописано 3.749 лица, а у општини Кнежево је пописано 9.793 становника.

## Географија
Налази се 50 km југоисточно од Бање Луке са којом је повезана магистралним путем М-56. Сама општина заузима површину од 360 km², на којој је настањено око 10.000 становника. Налази се на надморској висини од 864 метара и богата је црногоричном и бјелогоричном шумом.
Град је окружен планинама Чемерницом и Ранчом на западу, Влашићем на југу и Јежицом на сјевероистоку. Ове планине су неприступачне и обрасле густом црногоричном и бјелогоричном шумом.

## Историја
На подручју општине Кнежево, налази се велики број стећака, камених споменика из средњовјековне Босне. Најпознатији су они на Вуковој баштини, недалеко од града. Из XVII и XVIII вијека налазимо већи број дрвених цркава, занимљиве, локалне архитектуре. Најпознатије су оне у Јаворанима (Св. Николе) и у Имљанима (Св. Илије), које је завод за заштиту споменика културе БиХ укњижио као културну баштину. У цркви Светог Илије у Имљанима чува се вриједна реликвија, позната као ђедовски штап, за коју локално становништво вјерује да је штап светитеља по коме је црква добила име.
Кнежево је основано у исто вријеме када и Прусац 1463. године. Оснивачем се сматра Али-дедо Скендер, по којем је град и добио пријашњи назив. У Кнежеву се налазила једна од најстаријих џамија у Босни и Херцеговини, џамија Али-деде Скендера, позната као Стара џамија, једина џамија на Балкану која је у унутрашњости садржавала кабур. Џамију су заједно с другом скендервакуфском џамијом познатом као Нова џамија, почетком рата 1992. године, срушиле паравојне формације. Након тога власт у Скендер Вакуфу мијења име града и општине у Кнежево.
Прије распада Југославије и рата у БиХ Кнежево се звало Скендер Вакуф. Након Дејтонског споразума, претежно хрватска мјеста јужно од ријеке Угар су образовала општину Добретићи, у саставу Федерације Босне и Херцеговине.

## Образовање
У општини Кнежево се налази основна школа „Доситеј Обрадовић“, која је прије рата у БиХ носила назив „Лука Радетић“ и Средњошколски центар „Јован Дучић“, који је носио назив „Ђуро Пуцар Стари“. У већим селима такође се налазе подручне основне школе. У центру општине се налази градска библиотека Народна библиотека Кнежево.

## Становништво
Већину становништва општине чине Срби православне вјероисповијести.
| Националност       | 2013.          | 1991.          | 1981.          | 1971.        |
| Срби               | 3.278 (87,44%) | 2.484 (66,08%) | 1.491 (51,23%) | 723 (42,83%) |
| Муслимани          | 425 (11,34%)   | 1.063 (28,27%) | 1.118 (38,41%) | 923 (54,68%) |
| Југословени        | ―              | 111 (2,95%)    | 205 (7,04%)    | 5 (0,29%)    |
| Хрвати             | 10 (0,27%)     | 42 (1,11%)     | 45 (1,54%)     | 17 (1,00%)   |
| остали и непознато | 36 (0,95%)     | 59 (1,56%)     | 51 (1,75%)     | 20 (1,18%)   |
| Укупно             | 3.749          | 3.759          | 2.910          | 1.688        |

| Демографија | Демографија | Демографија |
| Година      | Становника  | Становника  |
| ----------- | ----------- | ----------- |
| 1879.       | 7.742       |             |
| 1885.       | 8.108       |             |
| 1895.       | 8.910       |             |
| 1948.       | 2.931       |             |
| 1953.       | 7.100       |             |
| 1961.       | 992         |             |
| 1971.       | 1.688       |             |
| 1981.       | 2.910       |             |
| 1991.       | 3.759       |             |
| 2013.       | 3.749       |             |

### Становништво по општинама Среза Котор Варош, 1953.[3]
| Пописно подручје | Укупно | Срби   | Хрвати | Словенци | Македонци | Црногорци | Југословени неопредијељени | Чеси | Пољаци | Русини — Украјинци | Остали Словени | Остали несловени |
| СРЕЗ КОТОР ВАРОШ | 37.898 | 25.008 | 6.485  | 4        | 4         | 10        | 6.375                      | 2    | –      | 2                  | –              | 8                |
| Котор Варош      | 4.715  | 805    | 2.640  | 2        | 3         | 6         | 1.253                      | 1    | –      | 1                  | –              | 4                |
| Масловаре        | 4.574  | 3.966  | 8      | –        | –         | –         | 600                        | –    | –      | –                  | –              | –                |
| Превиле          | 4.576  | 3.537  | 696    | –        | –         | –         | 342                        | –    | –      | –                  | –              | 1                |
| Скендер Вакуф    | 7.100  | 6.566  | 16     | –        | –         | –         | 518                        | –    | –      | –                  | –              | –                |
| Шипраге          | 7.746  | 6.036  | 24     | 1        | 1         | –         | 1.682                      | –    | –      | –                  | –              | 2                |
| Врбањци          | 4.919  | 1.678  | 1.728  | 1        | –         | 4         | 1.505                      | 1    | –      | 1                  | –              | 1                |
| Забрђе           | 4.268  | 2.420  | 1.373  | –        | –         | –         | 475                        | –    | –      | –                  | –              | –                |

## Познате личности
- Радојка Лакић, народни херој Југославије
- Лука Радетић, народни херој Југославије
- Дујко Комљеновић, народни херој Југославије
- Лазар Тешановић, официр Југословенске војске у отаџбини
- Жељко Копања, новинар
- Жељко Раљић, новинар
- Момир Ћелић, математичар
- Тихомир Радетић, редитељ
- Дамир Шпица, фудбалер

## Галерија
- Храм Рођења пресвете Богородице у Кнежеву.
- Зграда општине у Кнежеву.
- Црква брвнара Светог Николе у селу Јаворани.